# Думи (коммуна)
Думи́ (фр. Doumy) — коммуна во Франции, находится в регионе Аквитания. Департамент — Атлантические Пиренеи. Входит в состав кантона Тер-де-Люи и Кото-дю-Вик-Бий. Округ коммуны — По.
Код INSEE коммуны — 64203.

## География

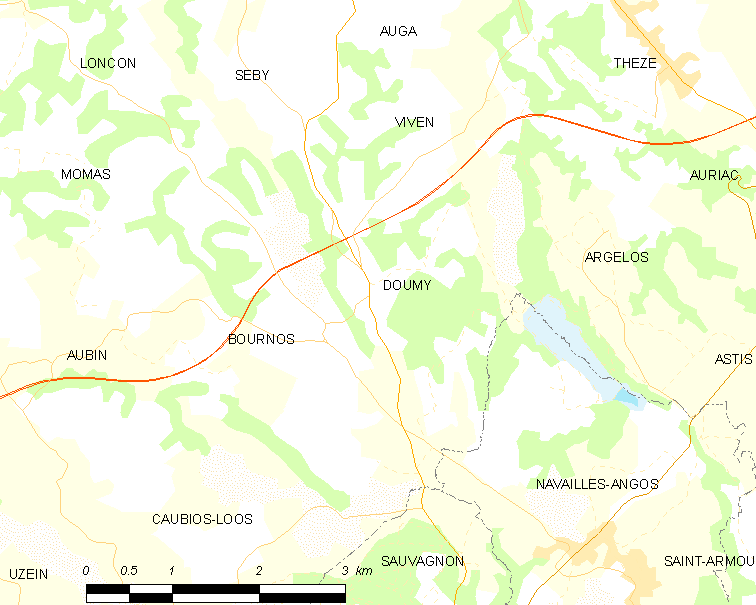
Карта коммуны

Коммуна расположена приблизительно в 640 км к югу от Парижа, в 160 км южнее Бордо, в 17 км к северу от По.

### Климат
Климат тёплый океанический. Зима мягкая, средняя температура января — от +5°С до +13°С, температуры ниже −10 °C бывают редко. Снег выпадает около 15 дней в году с ноября по апрель. Максимальная температура летом порядка 20-30 °C, выше 35 °C бывает очень редко. Количество осадков высокое, порядка 1100 мм в год. Характерна безветренная погода, сильные ветры очень редки.

## Население
Население коммуны на 2010 год составляло 279 человек.
| 1962 | 1968 | 1975 | 1982 | 1990 | 1999 | 2010 |
| ---- | ---- | ---- | ---- | ---- | ---- | ---- |
| 123  | 125  | 129  | 152  | 174  | 185  | 279  |

## Администрация
| Период | Период | Фамилия         | Партия | Примечания |
| ------ | ------ | --------------- | ------ | ---------- |
| 1971   | 1983   | Жан-Мари Лоле   |        |            |
|        |        |                 |        |            |
| 1995   | 2014   | Жан-Леон Казнав |        |            |
| 2014   | 2020   | Жан-Марк Декло  |        |            |

## Экономика
В 2010 году среди 172 человек трудоспособного возраста (15-64 лет) 132 были экономически активными, 40 — неактивными (показатель активности — 76,7 %, в 1999 году было 72,7 %). Из 132 активных жителей работали 124 человека (64 мужчины и 60 женщин), безработных было 8 (6 мужчин и 2 женщины). Среди 40 неактивных 13 человек были учениками или студентами, 17 — пенсионерами, 10 были неактивными по другим причинам.

## Достопримечательности
- Церковь Св. Михаила (XI век)[4]
- Часовня Св. Квитерии (XI век)[5]
- Замок Думи (XI век)[6]